# United States National Forest
United States National Forest (eller National Forest, på dansk nationalskov) er en klassifikation af visse føderalt ejede landområder i USA. Systemet blev oprettet i 1891. National Forest-områder består typisk af skov og skovlignende områder, der styres og administreres af United States Forest Service, under det amerikanske Department of Agriculture (Landbrugsministeriet) i modsætning til fx USA's nationalparker, National Monuments mm., der styres af National Park Service, som hører under Department of the Interior (Indenrigsministeriet).
Styringen af områderne omfatter kontrol med tømmerhugst, græsning af kvæg, naturpleje, og fritidsliv. I modsætning til USA's nationalparker, er kommerciel udnyttelse af Nation Forest-områder tilladt, og i mange tilfælde opmuntres det endog. 
I USA er der 155 områder, der er klassificeret som National Forest. De dækker omkring 769.000 km². heraf ligger cirka 87 procent vest for Mississippifloden og alene i Alaska findes 12 procenter af hele National Forests areal sig.
Der er to principielt forskellige typer National Forests. Øst for Great Plains består de klassificerede skovområder typisk af skov, der er købt tilbage fra private, for at skabe National Forests eller som direkte er genplantet på områder, hvor der tidligere har været bevoksning. Skovene vest for Great Plains har typisk altid være føderal ejendom, og har altid været reserveret til offentlig brug af den føderale regering. 
Mange skisportssteder ligger i forskellige National Forests. Amerikanske statsborger har tilladelse til at campere hvor som helst i en National Forest, såfremt lejrpladsen ligger mindst 60 meter væk fra veje og stier.

## United States National Grassland
Forest Service administrerer også det såkaldte United States National Grasslands. Dette er også nationale, beskyttede områder i USA. På mange områder ligner de National Forests, men i stedet for skovområder er der tale om områder med prærie. Hvor en gennemsnitlig National Forest har en størrelse på omkring 4.000 km², har et National Grassland gennemsnitligt kun en størrelse på omkring 400 km². Det største National Grassland-område er Little Missouri National Grassland i North Dakota, der er på 4.181 km². Det samlede National Grassland-areal er 15.552 km².

## Ekstern henvisning
- United States Forest Service